# Haliivka, Ciudniv
Haliivka (în ucraineană Галіївка) este o comună în raionul Ciudniv, regiunea Jîtomîr, Ucraina, formată numai din satul de reședință.

## Demografie
Componența lingvistică a comunei Haliivka
     Ucraineană (97,75%)
     Rusă (1,69%)
     Alte limbi (0,28%)
Conform recensământului din 2001, majoritatea populației comunei Haliivka era vorbitoare de ucraineană (97,75%), existând în minoritate și vorbitori de rusă (1,69%).